# Corriol andí
El corriol andí (Phegornis mitchellii) és una espècie d'ocell de la família dels caràdrids (Charadriidae) i única espècie del gènere Phegornis (Gray, GR, 1847). Habita rius i llacs de muntanya i pantans de l'altiplà andí, a Perú, oest de Bolívia, Xile i oest de l'Argentina.